# Camila Villagrán
Camila Villagrán es una periodista y guionista chilena, con una destacada trayectoria en la televisión internacional.
Desde el 2003 fue una de las creativas más importantes de la cadena mexicana TV Azteca y estuvo detrás de los argumentos y guiones de producciones como Cambio de vida, La vida es una canción o A cada quien su santo. A su regreso a Chile se encargó del equipo de escritores de Solamente Julia, cosechando un nuevo éxito televisivo.

## Teleseries

### Historias originales
- Esa no soy yo (2015) (con Malú Urriola)
- Volver a amar (2014) (con Malú Urriola y Rosario Valenzuela)
- Solamente Julia (2013) (con Carla Stagno)
- A cada quien su santo (2009)
- Contrato de amor (2008)
- Cambio de vida (2007)
- Se busca un hombre (2007)
- La vida es una canción (2004)

### Colaboraciones
- Verdades Ocultas (2017-Presente)
- Amor a la Catalán (2019)